# Włodzimierz Bowtrukiewicz

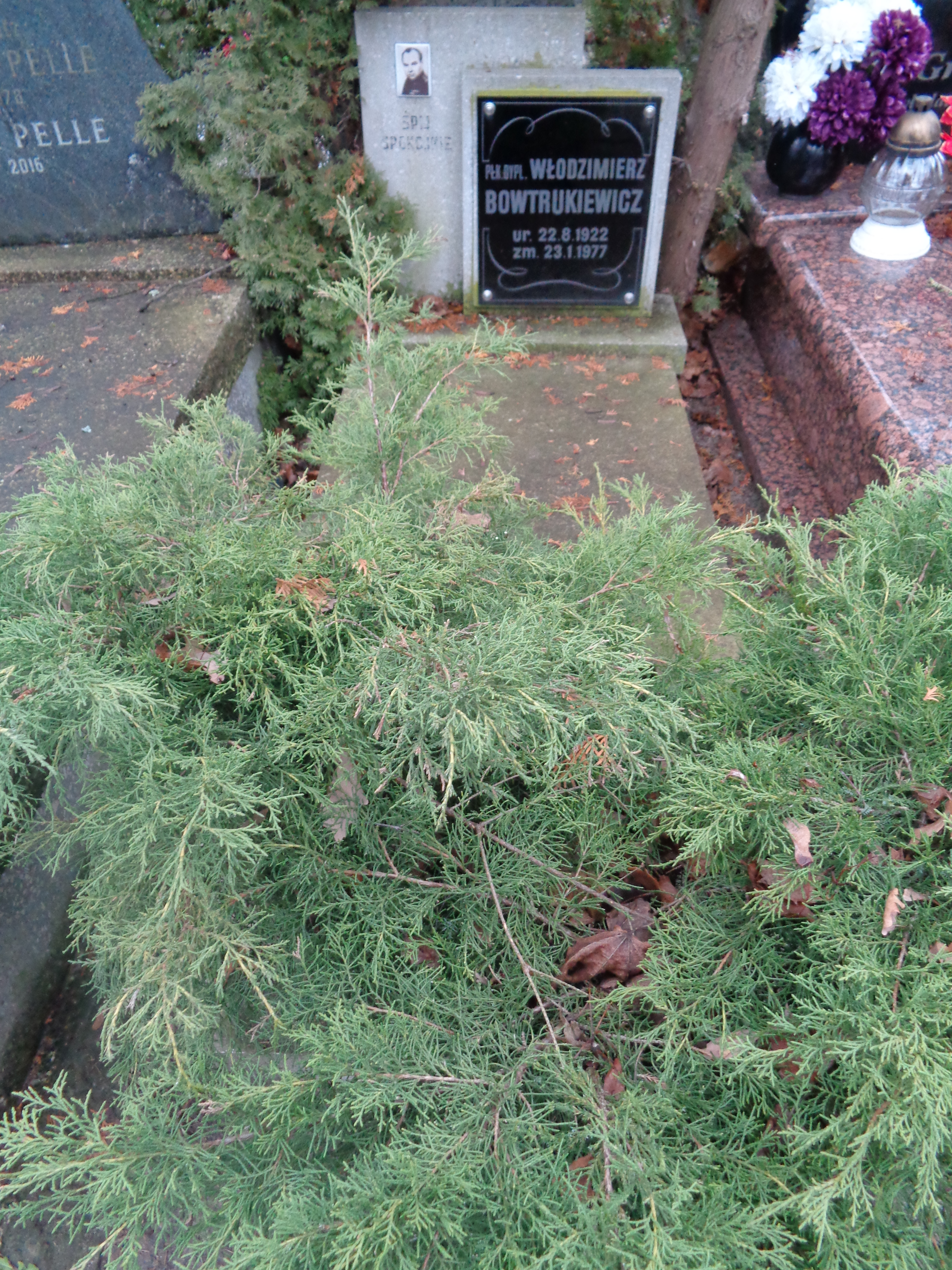
Grób Włodzimierza Bowtruikewicza na cmentarzu wojskowym na Powązkach

Włodzimierz Bowtrukiewicz (ur. 22 sierpnia 1922, zm. 23 stycznia 1977) – pułkownik LWP.
Pod koniec II wojny światowej brał udział w walkach na froncie, za co 13 września 1946 został odznaczony Orderem Krzyża Grunwaldu III klasy. W 1956 był ostatnim dowódcą 9 Korpusu Armijnego. Pochowany na wojskowych Powązkach kwatera A14 rząd 8 grób 16.